# La nostalgia de lo infinito
La Nostalgia de lo Infinito es una pintura del pintor metafísico italiano Giorgio de Chirico.
El tema de la pintura es una gran torre. La escena es golpeada por una baja luz vespertina. En el primer plano por debajo de la torre hay dos pequeñas figuras oscuras parecidas a aquellas en obras de Salvador Dalí. Esta pintura es el ejemplo más famoso de la torres que aparecen en varias de las obras de De Chirico.
Aunque la pintura tiene fecha de 1911, esta fecha es puesta en duda. El Museo de Arte Moderno de Nueva York dice que la pintura fue creada en un periodo que oscila entre 1912 hasta 1913, mientras que la Annenberg School for Communication sugiere que fue creada entre 1913 y 1914. De acuerdo con el historiador del arte, Robert Hughes, la pintura se inspira en uno de los monumentos arquitectónicos más espectaculares de Turín , la Mole Antonelliana.
El Diseñador de Videojuegos Fumito Ueda se inspiró en esta pintura para crear la portada del Videojuego Ico en sus versiones japonesa y europea.